# エル・ドラド/黄金の都〜オリジナルサウンドトラック
エル・ドラド/黄金の都〜オリジナル・サウンドトラック（The Road to El Dolado）は、2000年に発表されたエルトン・ジョンのアルバム。

## 解説
2001年に公開されたドリームワークスのアニメーション映画『エル・ドラド 黄金の都』のサウンドトラック。再び『ライオン・キング』でコンビを組んだ作詞家ティム・ライスとの仕事となる。
実際に映画に使用されたものはアレンジが異なっているものもある。またこの映画のDVDにはシングルカットされた「サムデイ・アウト・オブ・ザ・ブルー」のPVも収録されている。
「ウィズアウト〜」では元イーグルスのドン・ヘンリーとティモシー・B・シュミット、「フレンズ〜」ではバックストリート・ボーイズがコーラスを務め、「イッツ・タフ〜」ではランディ・ニューマンとデュエットしている。映画では使用されなかった楽曲が多く、ほぼオリジナルアルバムに近い構成となっている。本作のプロデューサー、パトリック・レナードは次のオリジナルアルバムを担当することになった。
「ヘイ・アルマジロ」は日本盤のみのボーナストラック。

## 収録曲
1. エル・ドラド - El Dorado
2. サムデイ・アウト・オブ・ザ・ブルー - Someday Out of the Blue (Theme from El Dorado)
3. ウィズアウト・クエスチョン - Without Question
4. フレンズ・ネヴァー・セイ・グッバイ - Friends Never Say Goodbye
5. ザ・トレイル・ウィ・ブレイズ - The Trail We Blaze
6. 16th・センチュリー・マン - 16th Century Man
7. ザ・パニック・イン・ミー - The Panic In Me
8. イッツ・タフ・トゥ・ビー・ア・ゴッド - It's Tough To Be A God
9. トラスト・ミー - Trust Me
10. マイ・ハート・ダンス - My Heart Dances
11. クイーン・オブ・シティーズ - Queen Of Cities
12. シェルドラド - Cheldorado：インストゥルメンタル
13. ザ・ブリッグ - The Brig：インストゥルメンタル
14. ワンダーズ・オブ・ザ・ニュー・ワールド - Wonders Of The New World：インストゥルメンタル
15. ヘイ・アルマジロ - Hey, Armadillo

- 作詞　ティム・ライス
- 作曲　エルトン・ジョン、2：エルトン＆パトリック・レナード、7：エルトン＆ハンス・ジマー、12、13：ハンス・ジマー、14：ジョン・パウエル（John Powell）

## 参加ミュージシャン
- エルトン・ジョン - Vocal, Piano：1、3、4、6、7、8、10、11曲目、Electric Piano：3、5、11曲目
- パトリック・レオナード（Patrick Leonard） - Keyboards & Programing, Piano：2、9曲目、Electric Piano：8曲目
- デイビー・ジョンストン - Guitars：3〜5曲目、Electric Guitar：6、9〜11曲目、Mandolin：4曲目、Backing Vocal：1、2、5〜7、11曲目
- デヴィッド・ウィリアムズ（David Williams） - Electric Guitar：1、9曲目
- ディーン・パークス - Electric Guitar：1曲目、Acoustic Guitar：2曲目、Guitars：5曲目
- ジェームズ・ハラー（James Harrah） - Electric Guitar：1、7曲目、Acoustic Guitar：7曲目、Guitars：3曲目
- ヘイター・パレイラ（Heitor Pareira） - Acoustic Guitar：1曲目、Nylon String Guitar：2、7、8、10曲目
- ティム・ピアース（Tim Pierce） - Electric Guitar：2、9、11曲目、Bouzouki：3曲目、Guitars：5曲目
- ブルース・ゲイツ（Bruce Gaitsh） - Guitars：5曲目
- マーティー・リフキン（Marty Rifkin） - Pedal Steel Guitar：11曲目
- マーカス・ミラー - Bass Guitar：1曲目
- ボブ・バーチェ - Bass Guitar：3、6曲目
- ジミー・ジョンソン（Jimmy Johnson） - Bass Guitar：4、10、11曲目
- ガイ・プラット（Guy Pratt） - Bass Guitar：9曲目
- カート・ビスケラ（Curt Bisquera） - Drums：1、2、6〜9、11曲目
- ヴィニー・カリウタ - Drums：3、4、9曲目
- ジム・ケルトナー（Jim Keltner） - Drums：5、6曲目、Percussion：6曲目
- エイブ・ラボリエル・ジュニア - Drums & Shaker：10曲目
- ルイス・コンテ - Percussion：1〜5、7、8、10、11曲目
- ジェフ・ビール（Jeff Beal） - Trumpet：1、8曲目
- ポール・キャラック（Paul Carrack） - B3：3曲目
- ジェレミー・ルボック（Jeremy Lubbock） - Strings Arrangement：2〜5、7〜11曲目
- リチャード・ペイジ（Richard Page） - Backing Vocal：1、2、5〜10曲目
- キップ・レノン（Kipp Lennon） - Backing Vocal：1、5、9、10曲目
- ジョン・ジョイス（John Joyce） - Backing Vocal：1、9、10曲目
- シーダー・ギャレット（Siedah Garrett）&キュディサン・カイ（Kudisan Kai） - Backing Vocal：2、5〜8曲目
- リン・デイビス（Lynn Davis）&ドリアン・ホリー（Dorian Holley） - Backing Vocal：2、6〜8曲目
- フィリップ・イングラム（Philip Ingram） - Backing Vocal：2、6曲目
- ジェイムズ・ギルストラップ（James Gilstrap） - Backing Vocal：7、8曲目

- ドン・ヘンリー - Backing Vocal：3曲目
- ティモシー・B・シュミット（Timothy B. Schmit） - Backing Vocal：3曲目
- バックストリート・ボーイズ - Backing Vocal：4曲目
- ナイジェル・オルソン - Backing Vocal：5、11曲目
- ランディ・ニューマン - Vocal：8曲目

## 製作
- パトリック・レナード - Producer
- ダン・メルニエ（Dan Marnien） - Engineer
- デヴィッド・チャニング（David Channing） - Production Assistant & Additional Engineer
- Twenty First Artists - Management